# Траурная гнафоза
Траурная гнафоза (лат. Gnaphosa lugubris) — вид пауков из семейства гнафозиды (Gnaphosidae).

## Описание
Длина тела 7-11 мм (самцы), 8-12 (самки). От других видов самцов траурную гнафозу можно отличить по строению цимбиума. Концевой отросток бульбуса (второй членик цимбиума) прямой и на вершине срезанный под углом. Эмболюс (второй членик цимбиума) в основании с бугорком. Головогрудь коричнево-красная или тёмно-коричневая, у самок с чёрной каймой по краю. Брюшко серое.

## Экология
Придерживается ксерофильных местообитаний. Встречается в горных степях, на суходольных лугах, склонах и по дну балок. В центральной части ареала отмечен также на вересковых пустошах, влажных лугах и морском побережье. По приуроченности к ярусу растительности является герпетобионтом — активно перемещающиеся по поверхности грунта. По способу добычи жертвы вид относится к группе ходящих охотников. В течение года активен с апреля по октябрь. Ведёт ночной образ жизни.

## Охрана
Включён в Красную книгу Ленинградской области (Россия) и Красную книгу Харьковской области (Украина).

## Распространение
Вид встречается в Западной Европе, Украине, Северном Кавказе, Ленинградской, Самарской и Белгородской области, Южном Урале и Казахстане.